# Capuchos (Caparica)
A localidade de Capuchos, situada na freguesia de Caparica e Trafaria, é essencialmente constituída por edifícios habitacionais de baixa densidade.
Nesta localidade fica o Convento dos Capuchos, de onde pode-se ter uma bela vista sobre a Costa de Caparica e arredores, bem como a escultura 'Mil Olhos - Memorial a Pablo Neruda' de 2005, do escultor José Aurélio. Nela encontra-se ainda o empreendimento da Aldeia dos Capuchos, no qual estão inseridos edifícios de habitação de média densidade, várias moradias, um campo de golf e um hotel.

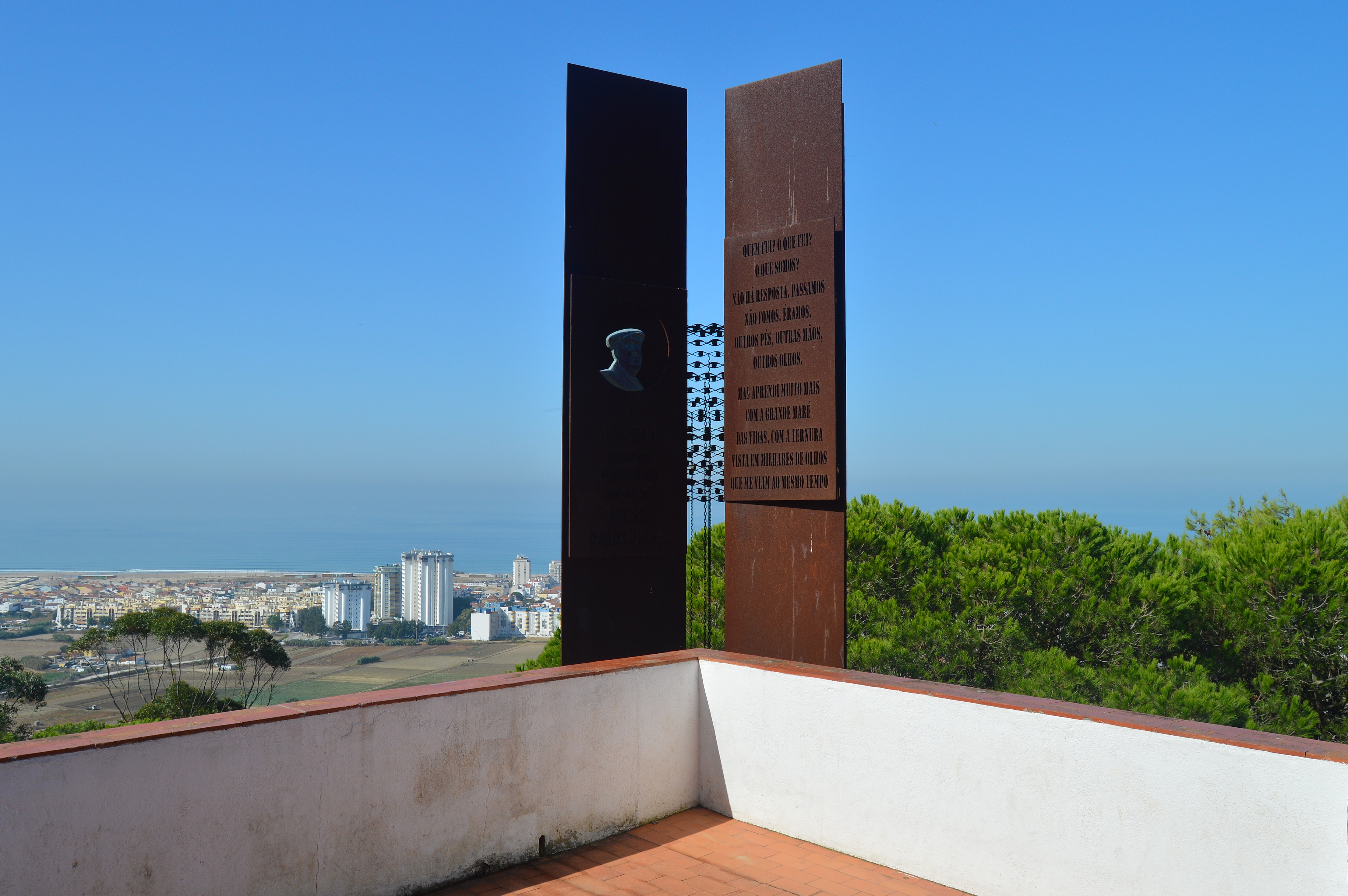
Monumento a Pablo Neruda.
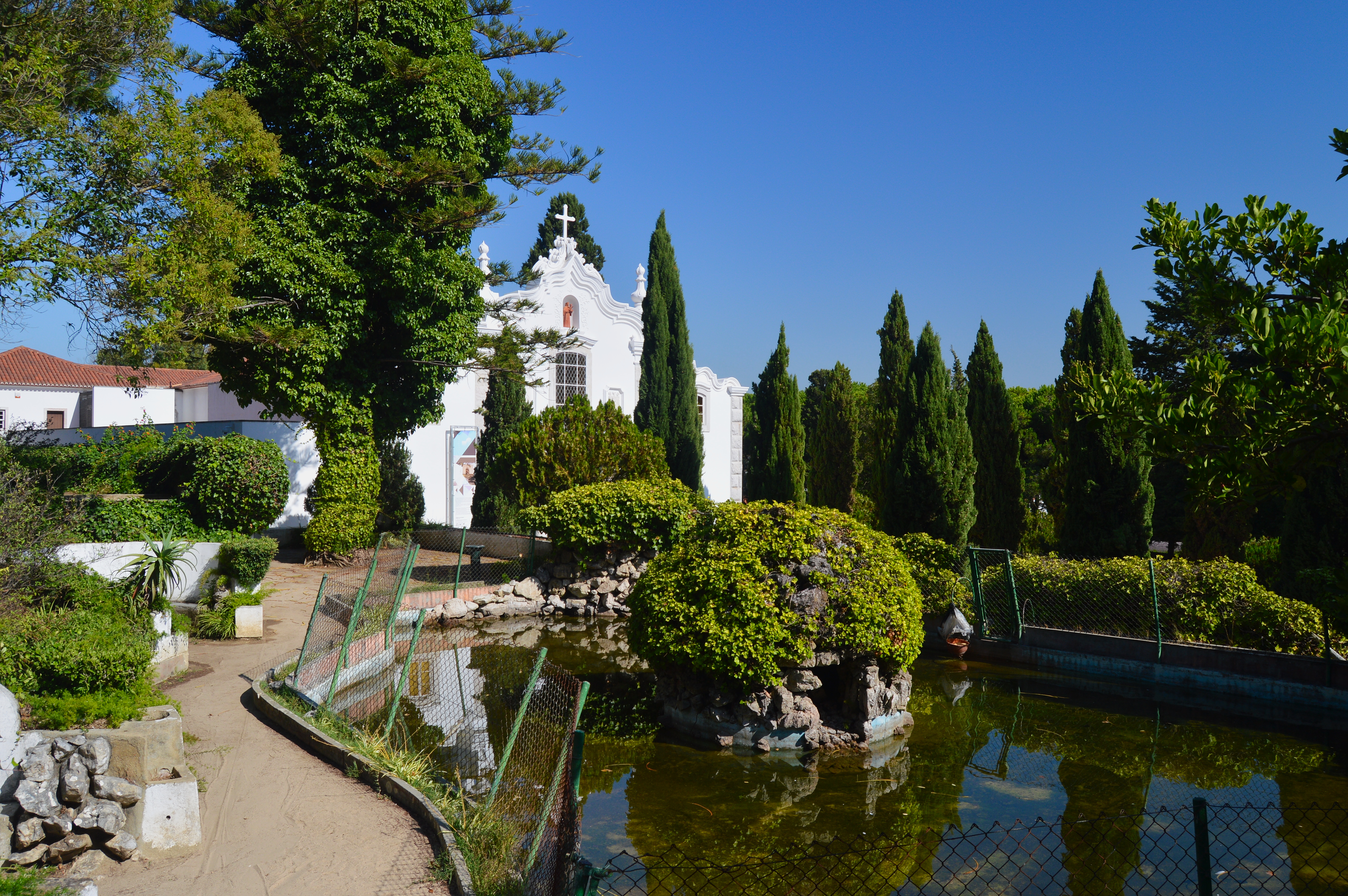
Jardins do Convento dos Capuchos
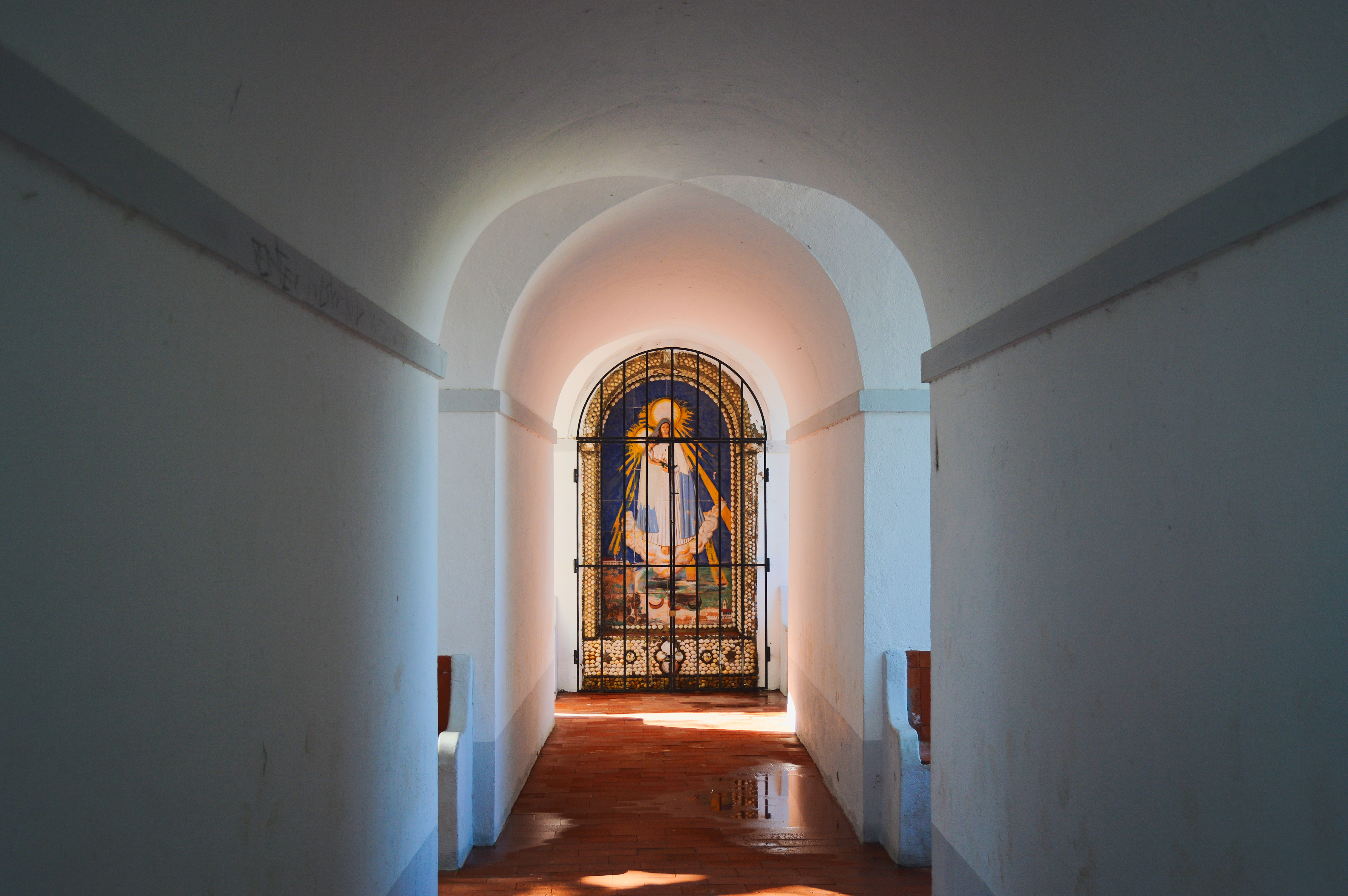
Painel de Nossa Senhora da Boa Viagem
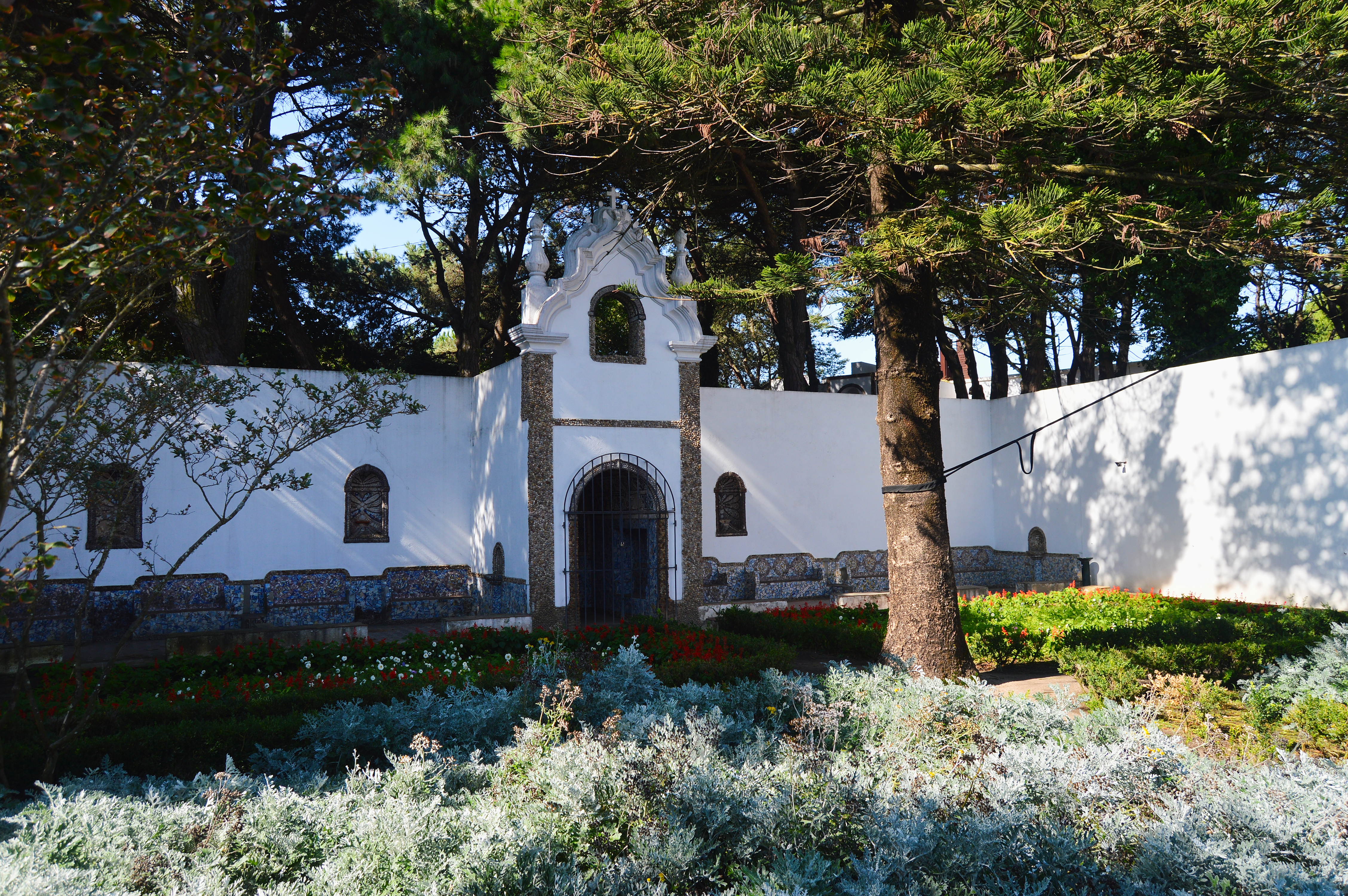
Jardins do Convento
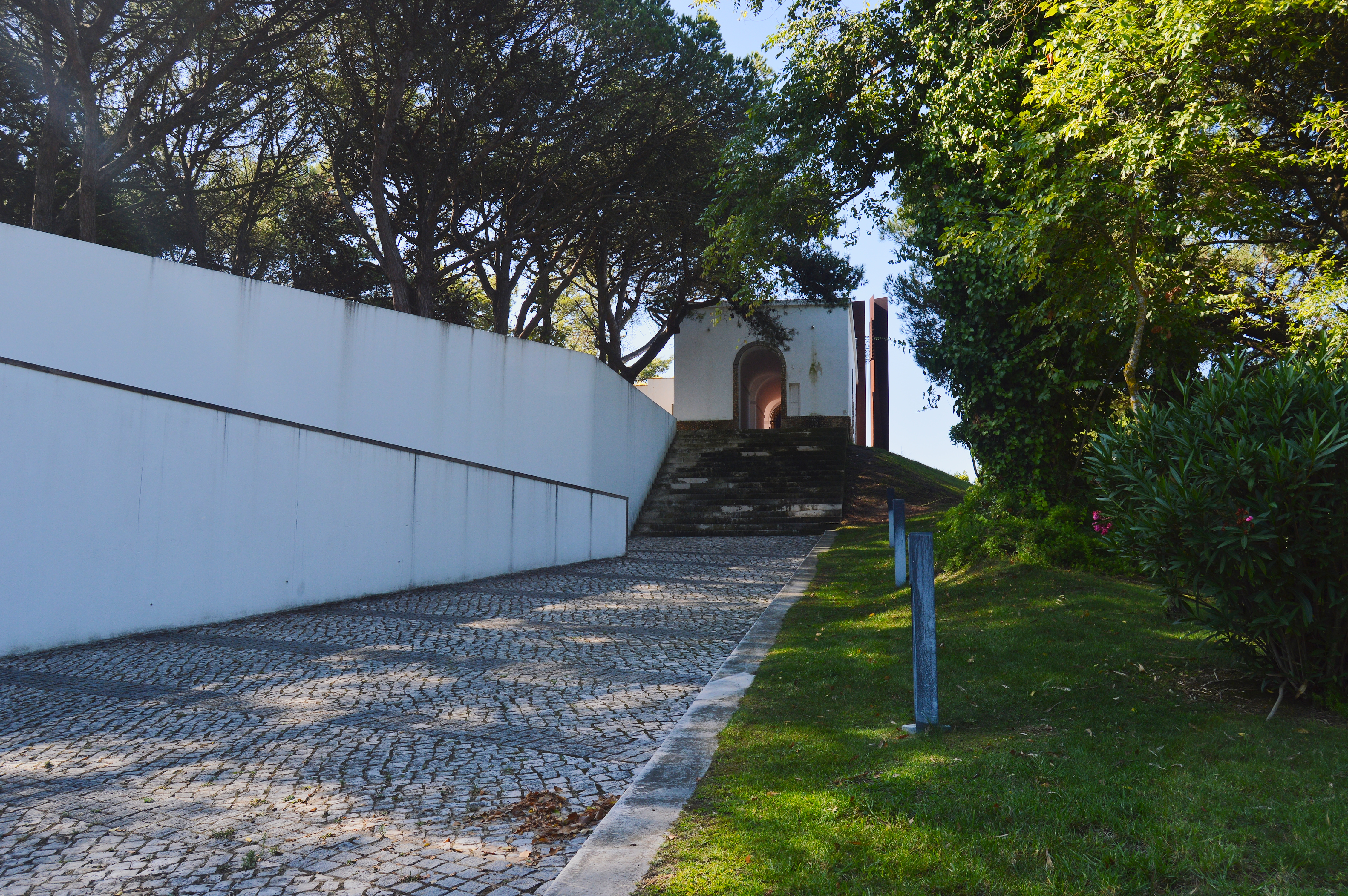
Jardins do Convento